# Santuario di San Michele Arcangelo
Il santuario di San Michele Arcangelo si trova a Monte Sant'Angelo, sul Gargano, in provincia di Foggia e arcidiocesi di Manfredonia-Vieste-San Giovanni Rotondo; fa parte della vicaria foranea di Monte Sant'Angelo.
Il santuario è anche noto come Celeste Basilica, in quanto, secondo la tradizione, direttamente consacrato dall'Arcangelo Michele. Ha dignità di basilica minore, e fa parte dei maggiori centri di culto dell'Arcangelo dell'intero Occidente insieme alla sacra di San Michele in val di Susa e a Mont-Saint-Michel in Francia.
Fa parte del sito seriale "Longobardi in Italia: i luoghi del potere", comprendente sette luoghi densi di testimonianze architettoniche, pittoriche e scultoree dell'arte longobarda, iscritto alla Lista dei patrimoni dell'umanità dell'UNESCO nel giugno 2011.

## Storia

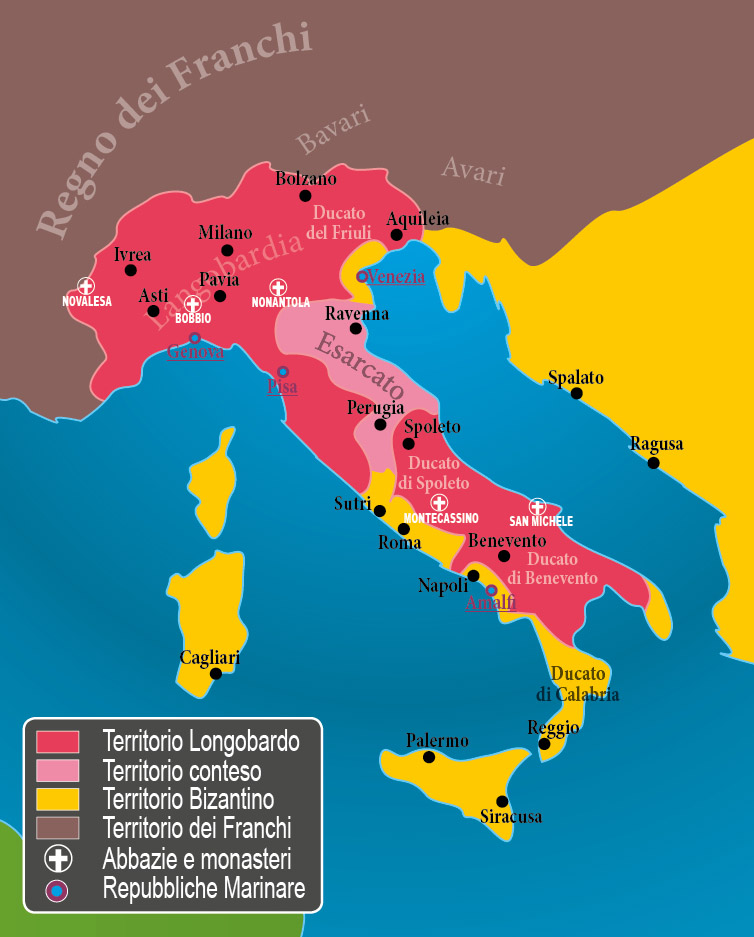
La suddivisione della penisola italica intorno all'anno 600

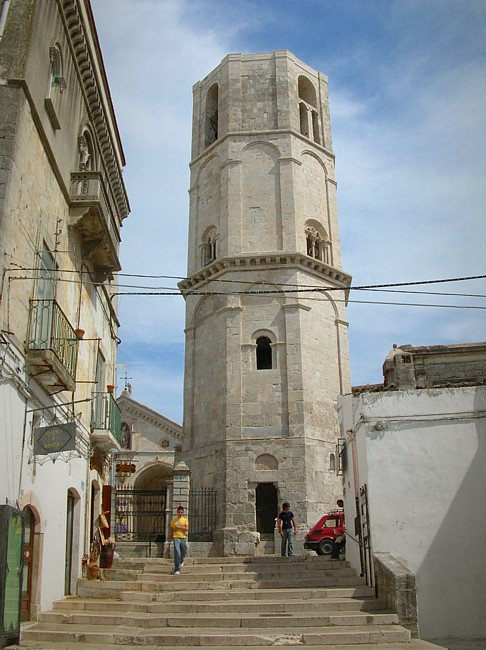
Particolare della Torre Angioina della Celeste Basilica

Il luogo è venerato a partire dal 490, anno in cui secondo la tradizione avvenne la prima apparizione dell'arcangelo Michele sul Gargano a san Lorenzo Maiorano. Un primo santuario venne costruito nel 493 sulla grotta dove avvenne l'apparizione, e a partire dal VII secolo l'area garganica nella quale sorgeva il santuario entrò a far parte dei domini Longobardi poiché compresa nei territori del Ducato di Benevento.
L'opera di conversione dei Longobardi, già avviata nel 589 dalla regina Teodolinda, venne completata sotto il regno di Cuniperto; il culto micaelico si sviluppò quindi entro un contesto di religiosità arcaica, in cui trovava grande seguito la venerazione di quei santi percepiti come affini alle divinità di ascendenza norrena della tradizione germanica. All'Arcangelo Michele furono infatti attribuite le medesime virtù guerriere un tempo adorate in Odino, dio germanico della guerra, guida verso l'aldilà, nonché protettore degli eroi e dei guerrieri.
A San Michele vennero con il tempo dedicati svariati edifici religiosi, in particolare nel territorio del Ducato di Benevento, dove il primo epicentro del culto micaelico presso i Longobardi fu proprio il Santuario di San Michele Arcangelo e dal quale si diffuse in tutto il Regno longobardo fino a essere presto considerato il santo patrono dell'intero popolo.
Il Santuario di San Michele Arcangelo divenne quindi il principale centro di culto dell'arcangelo dell'intero Occidente, modello tipologico per tutti gli altri. Esso fu oggetto del mecenatismo monumentale sia dei duchi di Benevento sia dei re installati a Pavia, che promossero numerosi interventi di ristrutturazione per facilitare l'accesso alla grotta della prima apparizione e per alloggiare i pellegrini. Il Santuario di San Michele Arcangelo divenne così una delle principali mete di pellegrinaggio della cristianità, tappa di quella variante, ovvero il Cammino di San Michele, della Via Francigena oggi chiamata Via Sacra Langobardorum che conduceva in Terra santa. Il santuario infatti è uno dei tre maggiori luoghi di culto europei intitolati a San Michele, insieme alla sacra di San Michele in val di Susa e all'abbazia di Mont-Saint-Michel in Normandia.
Particolare quantomeno curioso è l'allineamento di questi tre siti geografici su di una linea retta, separati dalla stessa distanza. Altri ulteriori siti micaelici sembrerebbero trovarsi prolungando questa linea verso nord-ovest e sud-est, alimentando la leggenda della cosiddetta "linea di San Michele Arcangelo", che la vorrebbe prodotta dal colpo di spada inflitto dall'Arcangelo a Satana per rimandarlo all’inferno, come narrato nel Libro dell'Apocalisse. In realtà, come per altre Linee temporanee, nessuna prova scientifica indica che tale allineamento sia stato pianificato e abbia un reale significato, rendendo quindi pseudoscientifica l'affermazione, nonostante essa sia comunemente riportata in questi siti. Il fisico Luca Amendola ha osservato che la deviazione di questi siti dalla linea lossodromica (anche se sarebbe più corretto parlare di linea ortodroma) che li collegherebbe varia tra 14 e 42 km. È quindi probabile che l’allineamento sia una coincidenza, favorita dall'alta densità di edifici religiosi che l’Europa presenta e dall’importanza di San Michele nel cristianesimo.
Il santuario è collegato con la città di Lucca per alcuni importanti fatti, come la presenza del vescovo lucchese Alfonso Puccinelli quale testimone dell'apparizione di San Michele nel 1656. A Lucca, nella chiesa di San Michele in Foro, si trova anche una statua molto simile a quella presente nel santuario di San Michele, donata dal vescovo Puccinelli alla Repubblica di Lucca come simbolo di ringraziamento alla città d'origine dopo l'apparizione del 1656.
Dopo la caduta del Regno longobardo nel 774 il santuario conservò la propria importante funzione all'interno della Langobardia Minor, sempre nell'ambito del Ducato del Benevento che in quello stesso anno si elevò, per iniziativa di Arechi II, al rango di principato. Quando anche Benevento cadde nel corso dell'XI secolo, del santuario di San Michele Arcangelo si presero cura prima i Normanni, poi gli Svevi e gli Angioini, che si legarono a loro volta al culto micaelico e intervennero ulteriormente sulla struttura del santuario stesso, modificandone la parte superiore e arricchendolo di nuovi apparati decorativi.

### I pellegrinaggi
Nell'Alto Medioevo il Santuario era uno dei quattro luoghi più frequentati della cristianità occidentale per la redenzione spirituale, secondo il trinomio Homo, Angelus, Deus, che prevedeva la visita ai seguenti luoghi: 
- alle tombe degli apostoli San Pietro e San Paolo a Roma e a San Giacomo di Compostela (Homo);
- all'Angelo della Sacra Grotta di Monte Sant'Angelo (Angelus);
- a Gerusalemme (Deus).

Nel corso dei secoli, milioni di pellegrini si sono recati in visita a questo luogo di culto così antico. Tra di essi numerosi papi (Gelasio I, Leone IX, Urbano II, Alessandro III, Gregorio X, Celestino V, Giovanni XXIII, Giovanni Paolo II) e sovrani (Ludovico II, Ottone III, Enrico II, Matilde di Canossa, Carlo d'Angiò, Alfonso V d'Aragona, Ferrante d'Aragona, Ferdinando il Cattolico). Anche San Francesco d'Assisi si è recato nel 1216 in visita a San Michele Arcangelo, ma non sentendosi degno di entrare nella grotta, si è fermato in preghiera e raccoglimento all'ingresso, baciando la terra e incidendo su una pietra il segno di croce in forma di "T" (Tau).

### Il riconoscimento UNESCO
Il 25 giugno 2011 il Santuario di San Michele Arcangelo di Monte Sant'Angelo diventa Patrimonio Mondiale dell'Umanità UNESCO con il circuito seriale The Longobards in Italy, Places of Power, 568 – 774 A.D., entrando a far parte della schiera dei più autorevoli beni culturali del mondo, cioè nella World Heritage List.

### Il riconoscimento della National Geographic
Il 5 gennaio 2014 la National Geographic Society (una delle più grandi istituzioni scientifiche ed educative non profit al mondo) ha riconosciuto la Grotta di San Michele Arcangelo come una delle grotte sacre più belle del mondo. Per la precisione, la grotta micaelica è stata posizionata all'ottavo posto nella "top ten" mondiale redatta dall'ente scientifico. Essa è l'unica grotta italiana ad essere stata inserita nella lista delle prime dieci.

## Architettura
La struttura del Santuario risulta essere costituita da un livello superiore e da uno inferiore. Al livello superiore sono presenti il portale romanico e il campanile. Il campanile è chiamato anche torre angioina in quanto fu eretta da Carlo d'Angiò come ringraziamento a san Michele per la conquista dell'Italia meridionale ed è modellato secondo lo schema delle torri di Castel del Monte.
Il livello inferiore comprende la grotta, alla quale si accede direttamente dalla scalinata angioina, il museo devozionale e le cripte. La statua del Santo in marmo di Carrara fu scolpita da Andrea Sansovino ed è datata 1507. Lo scultore raffigura San Michele Arcangelo che sorregge con la mano destra una Spada. La Sacra Spada simboleggia il potere sul male che gli viene da Dio. In quel periodo era vescovo di Manfredonia, la diocesi di cui faceva parte Monte Sant'Angelo, il cardinale Antonio del Monte, compaesano dello scultore e probabile committente dell'opera che rappresenta uno dei primi capolavori del Rinascimento nel sud dell'Italia. La grotta presenta al suo interno, oltre la statua del Santo, la cattedra episcopale e la statua di San Sebastiano. Le cripte si trovano in ambienti di età longobarda e servivano da entrata alla grotta. Vengono definitivamente abbandonate nel XIII secolo. Le iscrizioni lungo le pareti delle cripte, in alcuni casi a caratteri runici, testimoniano il notevole afflusso dei pellegrini provenienti da tutta l'Europa fin dall'epoca longobarda. Le cripte si sviluppano in due ambienti e in due fasi che fanno datare le costruzioni tra la fine del VII e l'inizio dell'VIII secolo. La prima parte delle cripte ha la forma di una galleria porticata, articolata in otto campate rettangolari. In questo ambiente sono stati esposte sculture provenienti principalmente dagli scavi del santuario. La seconda parte delle cripte è di epoca longobarda e presentava due scale (una delle quali è andata distrutta) che terminavano con una piccola platea con un'abside e un altare con numerose iscrizioni.
1. Il Campanile
2. L'Atrio superiore
3. La scalinata
4. L'Atrio interno
5. Il Coro
6. La Cappella della Croce

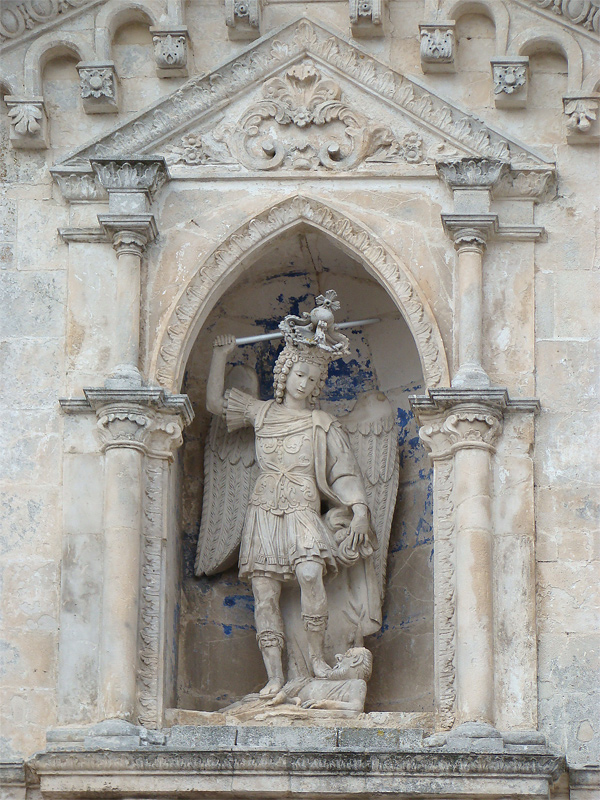
Statua di San Michele Arcangelo

7. L'Altare del Santissimo Sacramento
8. La Navata Angioina
9. La Grotta di San Michele
10. La Cattedra Episcopale
11. L'Altare della Madonna del Perpetuo Soccorso
12. Le Cripte
13. Museo
14. La Cava delle Pietre[19]

## Le apparizioni
Le apparizioni tradizionalmente legate al santuario sono quattro.

### Prima apparizione: l'episodio del toro
Datata 490, narra di un certo Elvio Emanuele, un ricco signore del Gargano, che aveva smarrito il più bel toro della sua mandria; lo ritrovò casualmente dentro una caverna inaccessibile. Già tale situazione lo aveva incuriosito: nell'impossibilità di accedere nell'antro per recuperarlo, decise di ucciderlo scagliandogli una freccia con il suo arco; ma la freccia inspiegabilmente invertì la traiettoria e colpì il signorotto ferendolo. Meravigliato e intuendo una situazione sovrumana, Elvio si recò da Lorenzo Maiorano, santo vescovo di Siponto, all'epoca importante centro della pianura (oggi località nel comune di Manfredonia), per raccontare l'accaduto. Dopo averlo ascoltato, il vescovo indisse tre giorni di preghiera e di penitenza al termine dei quali san Michele Arcangelo gli apparve in sogno dicendo: "Io sono l'Arcangelo Michele e sto sempre alla presenza di Dio. La caverna è a me sacra, è una mia scelta, io stesso ne sono vigile custode. Là dove si spalanca la roccia, possono essere perdonati i peccati degli uomini [...] Quel che sarà chiesto nella preghiera, sarà esaudito. Quindi dedica la Grotta al culto cristiano". Il vescovo non diede però seguito alla richiesta dell'Arcangelo perché sul monte persisteva il culto pagano.
Diverse sono le testimonianze scritte: una lettera inviata dal Papa Gelasio I nel 493-494 a Giusto, vescovo di Larino; un'altra lettera dello stesso Pontefice ad Herculentius, vescovo di Potenza (492-496); ed ancora una nota riportata dal Martirologio geronimiano sotto la data del 29 settembre. Il documento che però ha più di altri ricostruito in maniera precisa e suggestiva l'insieme dei fatti miracolosi che danno origine al culto dell'Arcangelo Michele sul Gargano è la Apparitio Sancti Michaelis in monte Gargano, la cui stesura risale all'VIII secolo. La cura pastorale del santuario è affidata dal 13 luglio 1996 alla Congregazione di San Michele Arcangelo.

### Seconda apparizione: l'episodio della vittoria
Due anni dopo, nel 492, Siponto si trovava sotto assedio da parte delle orde del re barbaro Odoacre (434-493). Allo stremo delle forze, il vescovo di Siponto ottenne dal nemico una tregua di tre giorni durante i quali si riunì insieme al popolo in preghiera. Qui riapparve l'Arcangelo promettendo loro la vittoria. Rincuorati dal messaggio, gli assediati uscirono dalla città dando inizio ad una furiosa battaglia accompagnata da una tempesta di sabbia e grandine che si rovesciò sugli invasori. Questi, spaventati, fuggirono. In segno di riconoscenza tutta la popolazione di Siponto salì sul monte in processione. Ancora una volta, però, il vescovo non osò entrare nella grotta.

### Terza apparizione: l'episodio della dedicazione

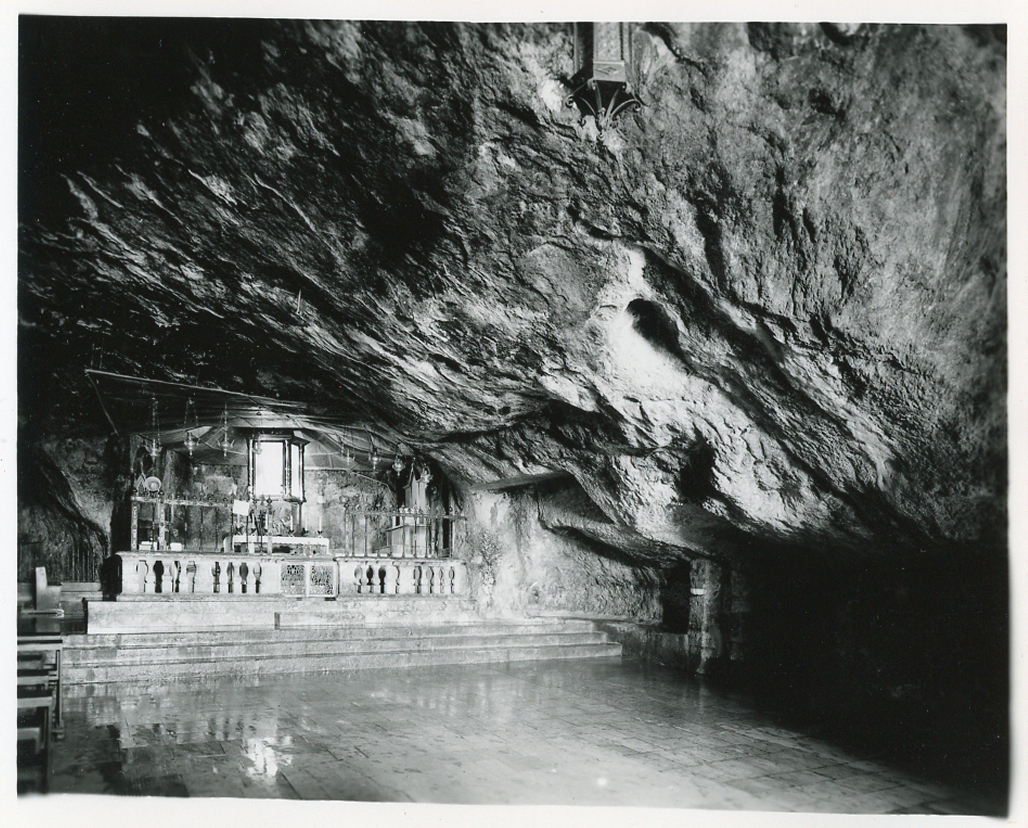
La grotta dell'Arcangelo nel 1965 (P. Monti)

Nell'anno 493, in seguito alla vittoria, il vescovo Lorenzo Maiorano, intenzionato ad eseguire l'ordine dell'Arcangelo di consacrare la spelonca a san Michele in segno di riconoscenza, si recò a Roma da Papa Gelasio I il quale espresse parere positivo, ordinandogli di entrare nella grotta e di consacrarla, insieme ai vescovi della Puglia, dopo un digiuno di penitenza. Confortato da ciò, il vescovo eseguì l'ordine: l'Arcangelo però apparve per la terza volta al santo vescovo annunciando che la cerimonia di consacrazione non sarebbe stata necessaria poiché egli stesso aveva consacrato la grotta con la sua presenza. Il vescovo ordinò allora la costruzione di una chiesa dinnanzi all'ingresso della grotta, che venne dedicata all'Arcangelo Michele il 29 settembre 493. 

La sacra grotta rimane fino ai giorni nostri come un luogo di culto mai consacrato da mano umana e ricevette nel corso dei secoli il titolo di «Celeste Basilica».

### Quarta apparizione
Nel 1656 tutta l'Italia meridionale era infestata dalla peste. L'arcivescovo lucchese Alfonso Puccinelli decise allora, non trovando altra soluzione per contrastare l'epidemia, di rivolgersi a san Michele con preghiere e digiuni. All'alba del 22 settembre, assorto in preghiera in una stanza del palazzo "prelatizio" di Monte Sant'Angelo (fino al 1929 il Santuario era chiesa palatina e il suo arciprete aveva dignità di prelato a capo di una chiesa nullius), avvertì come un terremoto e subito dopo San Michele gli apparve ordinandogli di benedire i sassi della sua grotta scolpendo su di essi il segno della croce e le lettere M. A. (Michele Arcangelo). Chiunque avesse devotamente tenuto con sé quelle pietre sarebbe stato immune dalla peste. L'arcivescovo eseguì l'ordine dell'Arcangelo e la città fu subito libera dalla peste. A ricordo e per eterna gratitudine del miracolo, l'arcivescovo fece innalzare un monumento al santo nella piazza della città, dove ancora oggi si trova, di fronte al balcone della stanza dove tradizione vuole sia avvenuta l'apparizione. L'iscrizione recita: "AL PRINCIPE DEGLI ANGELI - VINCITORE DELLA PESTE - PATRONO E CUSTODE - MONUMENTO DI ETERNA GRATITUDINE - ALFONSO PUCCINELLI - 1656". L'arcivescovo Puccinelli fece anche scolpire una statua omologa con la pietra delle grotte vicine al luogo dell'apparizione, da donare alla Repubblica di Lucca (sua città di origine), come simbolo di ringraziamento, dove si trova tuttora nella chiesa di San Michele in Foro.

## Indulgenza
Nel 1997 furono concessi il "Perdono Angelico" e l'indulgenza plenaria.